# Perponda
Perponda är en ort i Australien. Den ligger i kommunen Karoonda East Murray och delstaten South Australia, omkring 110 kilometer öster om delstatshuvudstaden Adelaide. Antalet invånare är 192.
Trakten runt Perponda är nära nog obefolkad, med mindre än två invånare per kvadratkilometer.. Närmaste större samhälle är Karoonda, omkring 14 kilometer sydost om Perponda.
Trakten runt Perponda består till största delen av jordbruksmark. Genomsnittlig årsnederbörd är 455 millimeter. Den regnigaste månaden är juni, med i genomsnitt 73 mm nederbörd, och den torraste är december, med 14 mm nederbörd.